# Václav Vích

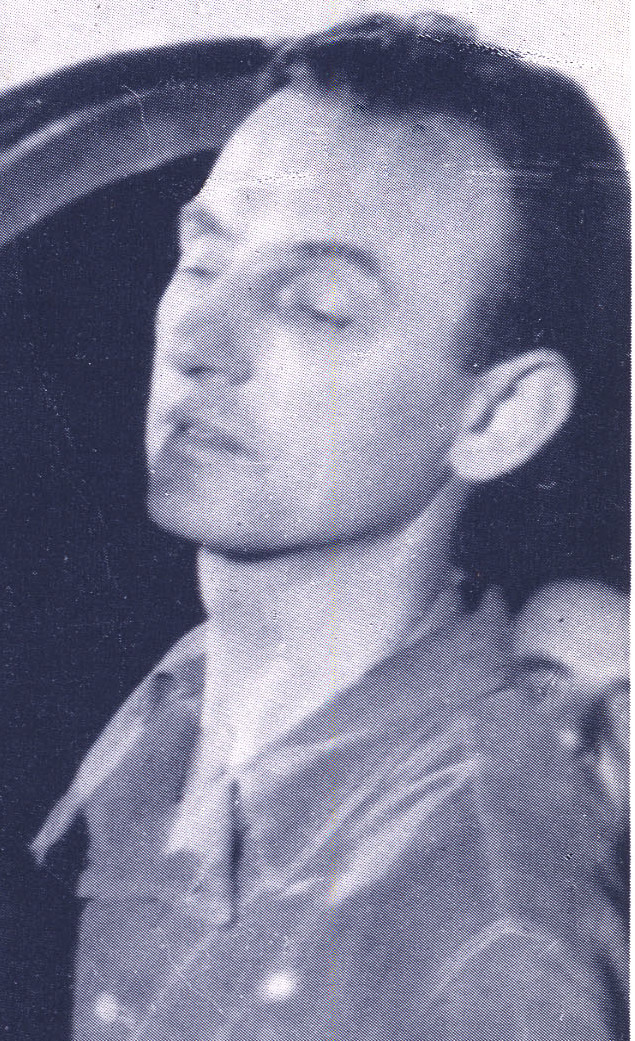
Václav Vích

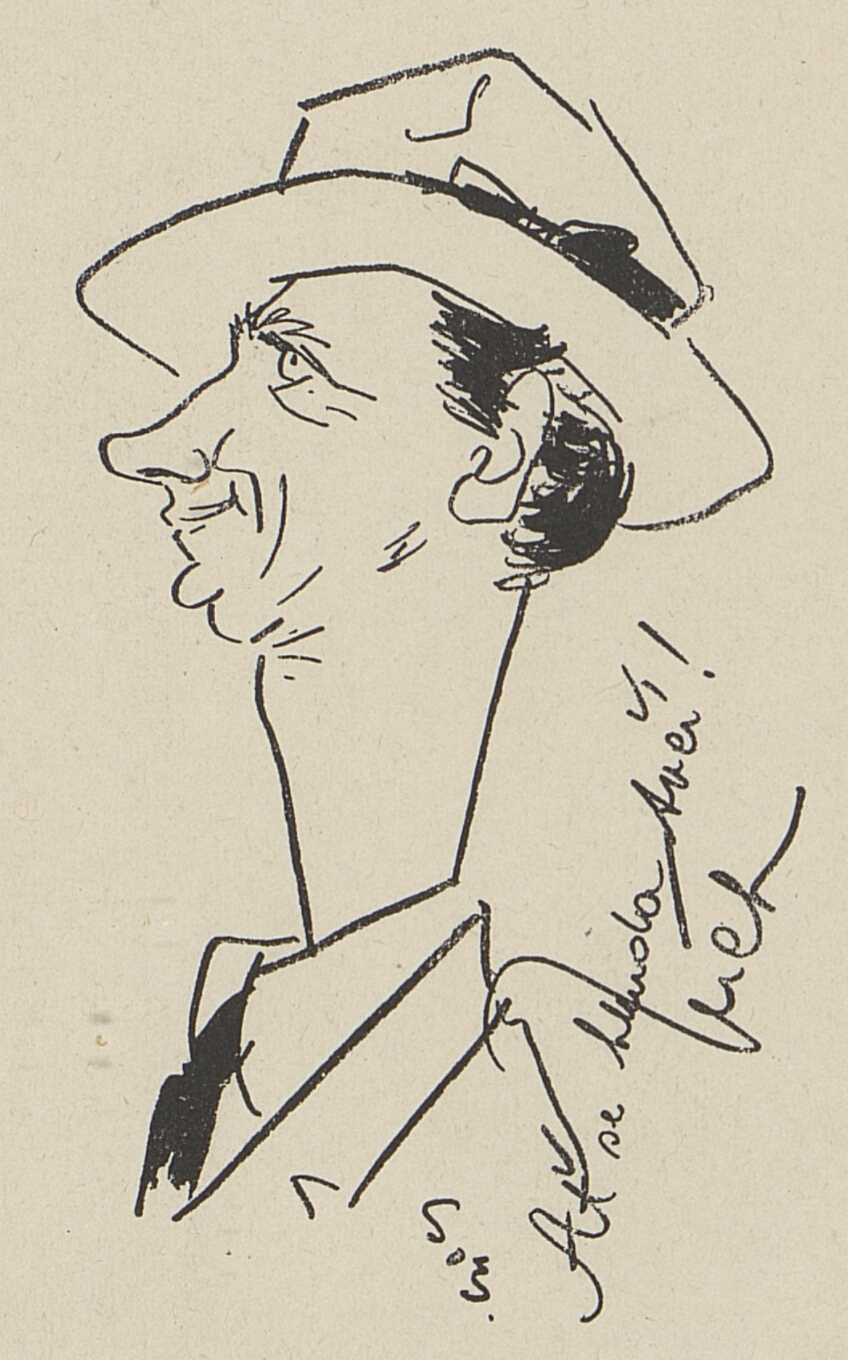
Karikatur von Ivan Sors

Václav Vích (* 19. Januar 1898 in Karlsbad; † 14. September 1966 in Rom) war ein tschechoslowakischer Kameramann.

## Leben
Vích bildete sich zum Fotografen aus und arbeitete während des Ersten Weltkrieges als Fotoberichterstatter in seiner Einheit. Nach dem Krieg wurde er in Prag Kameraassistent von Otto Heller.
Zu Beginn der 1920er Jahre war er als einfacher Kameramann an mehreren Filmen beteiligt, seit 1925 wirkte er als Chefkameramann. Internationales Aufsehen erlangte Vích erstmals mit dem vom Weichzeichner geprägten Melodram Erotik.
Ab 1934 avancierte er zu einem international gefragten Kameramann, der in Deutschland, Österreich, Frankreich und Schweden drehte. Seit 1936 arbeitete er vorwiegend in Italien und war an zahlreichen Romanzen, Abenteuer- und Historienfilmen beteiligt. 1947 erhielt er den italienischen Filmpreis Nastro d’Argento für Daniele Cortis.
In den 1950er Jahren betätigte er sich wiederholt in der Bundesrepublik Deutschland. Am bedeutendsten wurden der Skandalerfolg Die Sünderin und die preisgekrönte Produktion Nachts auf den Straßen, beide mit Hildegard Knef, sowie Peter Lorres Inszenierung Der Verlorene.

## Filmografie (Auswahl)
- 1923: Die Entführung des Bankiers Fux (Únos bankéře Fuxe)
- 1925: Mutter Kracmerka 1 - In den Herrenstand (Do panského stavu)
- 1929: Erotik (Erotikon)
- 1929: Aufruhr des Blutes
- 1930: Melodie des Lebens (Když struny lkají)
- 1931: Von Samstag auf Sonntag (Ze soboty na neděli)
- 1931: Der Fall des Generalstabs-Oberst Redl
- 1932: Vor der Matura (Před maturitou)
- 1933: Das Glück von Grinzing
- 1934: Die goldene Katharina (Zlatá Kateřina)
- 1934: Die Versuchung der Frau Antonie (Pokušení paní Antonie)
- 1934: Der falsche Zar (Volga en flammes)
- 1935: Pariserin (Studentská mám)
- 1936: Rendezvous im Paradies (Skeppsbrutne Max)
- 1938: Stürme über Morreale (Ettore Fieramosca)
- 1939: Der geheimnisvolle Rächer (Un'avventura di Salvator Rosa)
- 1942: Sieben Jahre Glück
- 1942: Lüge einer Sommernacht (4 passi fra le nuvole)
- 1947: Daniele Cortis
- 1948: Sklaven des Lasters (Una lettera all'Alba)
- 1951: Die Sünderin
- 1951: Der Verlorene
- 1951: Es geschehen noch Wunder
- 1952: Nachts auf den Straßen
- 1952: Des Teufels Erbe (The Devil Makes Three)
- 1952: Illusion in Moll
- 1954: Husarenstreiche (L'allegro squadrone)
- 1956: Pulverschnee nach Übersee
- 1957: Harte Männer, heiße Liebe (La ragazza della salina)
- 1957: Der tolle Bomberg
- 1957: Der schönste Tag meines Lebens
- 1958: Madeleine und der Legionär
- 1960: Das Schwert des roten Giganten (I giganti della Tessaglia)
- 1961: An einem Freitag um halb zwölf…
- 1961: Verdammt die jungen Sünder nicht (Morgen beginnt das Leben)
- 1962: Romanze in Venedig
- 1962: Der Tod fährt mit (Journey into Nowhere)